# Frans Daems
Frans Daems (1899 - 3 maart 1962) was een Belgisch syndicalist.

## Levensloop
Daems trad op 12 april 1929 in dienst van de Belgische Transportarbeidersbond (BTB). Op 12 april 1935 volgde hij Piet Somers op als secretaris van de Antwerpse Havenarbeidersbond en op 16 oktober van datzelfde jaar werd hij aangesteld als voorzitter van de BTB in opvolging van Henri Van Eyken. Op 1 april 1937 werd hij als secretaris van de Antwerpse Havenarbeiderbond opgevolgd door Louis Major.
Tijdens de Tweede Wereldoorlog verbleef hij in Engeland, alwaar hij actief was als secretaris van het Belgisch Syndicaal Centrum. Tevens was hij er werkzaam als diamantslijper. Na de Tweede Wereldoorlog verliet hij de BTB na een conflict met onder meer Omer Becu en vestigde hij zich als zelfstandige.